# Hagimura Shigenori
Hagimura Shigenori (sinh ngày 31 tháng 7 năm 1976) là một cầu thủ bóng đá người Nhật Bản.

## Giải vô địch bóng đá U-20 thế giới
Hagimura Shigenori được triệu tập vào đội tuyển U-20 Nhật Bản tham dự Giải vô địch bóng đá U-20 thế giới 1995.